# Baccealia, Căușeni
Baccealia este satul de reședință al comunei cu același nume  din raionul Căușeni, Republica Moldova.

## Istoria localitații
Satul Baccealia a fost menționat documentar în secolul al XVIII-lea.

### Dicționarul Geografic al Basarabieide Zamfir Arbore
Baccealia, sat, în jud. Bender, în valea pârâului Baccealia, la N. de Valul-lui-Traian-de-sus. Face parte din volostea Căinări. S-a întemeiat la 1823, pe locul vechiului sat tătar numit Baccea (grădină de zarzavat). La 1827 satul a fost locuit de 10 familii de țărani români, 3 familii de mazili (13 bărb. și 5 fem.), 13 familii de ruteni și o familie de evrei. Satul avea pe atunci 43 cai, 217 vite mari, 639 oi, și câte 30 desetine pământ de fiecare cap de familie. Astăzi (începutul secolului al XX-lea) satul se compune din 235 case și o biserică. Populația 1201 suflete; vite mari 280; oi și capre 617; cai 91. Fiecare cap de familie are de la 5-7 deseatine pământ.

## Geografie
Baccealia este un sat și comună din raionul Căușeni. Satul are o suprafață de circa 2,92 kilometri pătrați, cu un perimetru de 11,08 km. Din componența comunei fac parte localitățile Baccealia, Tricolici, Plop și Florica. Localitatea se află la distanța de 14 km de orașul Căușeni și la 74 km de Chișinău.

## Demografie

### Structura etnică
Structura etnică a satului Baccealia conform recensământului populației din 2004:
| Grup etnic                                               | Populație | % Procentaj  |
| -------------------------------------------------------- | --------- | ------------ |
| Băștinași declarați Moldoveni Băștinași declarați Români | 1656 18   | 96,73% 1,05% |
| Ucraineni                                                | 19        | 1,11%        |
| Ruși                                                     | 12        | 0,70%        |
| Bulgari                                                  | 6         | 0,35%        |
| Găgăuzi                                                  | 1         | 0,06%        |
| Total                                                    | 1712      |              |